# Music machine
Music machine is een studioalbum van Erik Norlander en zijn band. De band die hier speelt is niet zijn Rocket Scientists, maar een uitgebreid gezelschap aan onbekende en bekende gastmusici. Music machine is een rockopera annex conceptalbum over de muzikant Johnny America, die genetische gemanipuleerd op de wereld is gezet om de platenlabels te verrijken. Het album verscheen bij Transmission Records, dat oom de eerste albums van Ayreon uitbracht, Arjen Anthonie Lucassen had eenzelfde beeld van de muziekwereld. De dubbelalbum is opgenomen in Sync Music te Breda en de Think Tank Studio (privéstudio van Norlander) te Los Angeles. De muziek bestaat uit behoorlijk stevige progressieve rock/symfonische rock, maar komt slechts hier en daar in de buurt van progmetal. De invloed die Lucassen had bij het vorige album is hier minder nadrukkelijk aanwezig.
De eerste oplage bestond uit een persing van 3000 stuks.

## Musici
- Erik Norlander – toetsinstrumenten
- Kelly Keeling (uit de Michael Schenker Group) – zang A2, A6, B2, B6, B8, B9
- Scott Kail – zang A3, A4, B3, B7
- Mark Boals (uit Yngwie Malmsteen) – zang B3, B4
- Robert Soeterbeek – zang A3, A4, A5, B2
- Donald Roeser – gitaar, zang A8,
- Peer Verschuuren (van Vengeance) – gitaar A1, A2, A3, A4, A5, A6, A11, B1, B2, B3, B4, B8, B9, B10
- Neil Citron – gitaar A10, B1, B6
- Tony Franklin (uit Whitesnake, Lana Lane) – basgitaar A1, A2, A3, A4, A7, A8, A10, A11, B1, B2, B3, B4, B7, B8, B9
- Don Schiff – stick  A5, A6, A9, B3, B10
- Vinny Appice – slagwerk A4, B1, B2, B6
- Gregg Bissonette (van David Lee Roth, Joe Satriani) – slagwerk A2, A3, A5, A6, A7, A8, A9, B3, B7, B8, B9, B10
- Virgil Donati (uit Planet X) – slagwerk A1, A10, A11, B4, B5

## Muziek
| Nr. | Titel                         | Duur |
| --- | ----------------------------- | ---- |
| 1.  | Prologue: Project blue prince | 3:38 |
| 2.  | Music machine                 | 6:39 |
| 3.  | Turn me on                    | 5:49 |
| 4.  | Heavy metal symphony          | 6:31 |
| 5.  | Tour of the sprawl            | 8:40 |
| 6.  | Andromeda                     | 6:02 |
| 7.  | Letter from space             | 3:16 |
| 8.  | Lost highway                  | 5;12 |
| 9.  | Soma holiday                  | 3:04 |
| 10. | Return of the neurosaur       | 1:39 |
| 11. | Project blue prince reprise   | 1:12 |

| Nr. | Titel                       | Duur  |
| --- | --------------------------- | ----- |
| 1.  | Fanfare and interlude       | 3:04  |
| 2.  | Beware the vampires         | 5:18  |
| 3.  | The fire of change          | 7:53  |
| 4.  | The fall of the idol        | 5:43  |
| 5.  | Metamorphosis               | 3:14  |
| 6.  | One of the machines         | 5:17  |
| 7.  | Fallen                      | 5:13  |
| 8.  | Johnny America              | 6:35  |
| 9.  | Music machine reprise       | 1:53  |
| 10. | Epilogue: Sky full of stars | 10:14 |